# Alan Reid Smith
Alan Reid Smith ( * 1943 - ) es un botánico, profesor estadounidense, especialista en Pteropsida.
Estudió en la Universidad Estatal de Iowa. En 1967, realizó un curso en Costa Rica donde, se enamoró de los helechos tropicales.
En 1969, trabajó en la División Pteridophyta y de Gramíneas, en el herbario de la Universidad de California en Berkeley, donde continúa.
De 1997 a 1998 investigó la filogenética entre los helechos y parientes, y específicamente en las familias Polypodiaceae/Grammitidaceae, Hymenophyllaceae, Thelypteridaceae y el género Equisetum.
Con los colegas del Missouri Botanical Garden, realizaron estudios de florística de helechos de Venezuela, Bolivia, México, Moorea Polinesia Francesa, e islas Cook, conduciendo a la total identificación de helechos exóticos para el herbario.
Trabajó en estrecha unión con Reid Venable Moran (1916-2010) con el estudio de la biogeografía de helechos, en África y en América en un contexto evolutivo.
Smith es redactor del Proyecto Flora de Norteamérica, en la moderna florística de plantas vasculares, musgos, de EE. UU., Canadá, Groenlandia.
Su última obra es Una clasificación de helechos extistentes de 2005: una taxonomía y una filogenética de los helechos.

## Algunas publicaciones
- a.r. Smith, 1971. Systematics of the neotropical species of Thelypteris sect. Cyclosorus. Univ. Calif. Publ. Bot. 59: 1-143
- -----. 1972. Comparison of fern and flowering plant distributions with some evolutionary interpretations for ferns. Biotropica 4: 4-9
- -----. 1981. Pteridophytes. En D. E. Breedlove, ed., Flora of Chiapas, Part 2. Pag. 1-370. San Francisco: California Academy of Sciences
- -----, s. Koptur, i. Baker. 1982. Nectaries in some neotropical species of Polypodium (Polypodiaceae): preliminary observations and analyses. Biotropica 14: 108-113
- -----. 1983. Polypodiaceae -- Thelypterideae. [Family 14(4)]. N.º 18 (p. 1-148) of Flora of Ecuador, eds. G. Harling and B. Sparre. Stockholm: Swedish Research Council
- -----. 1986. Revision of the neotropical fern genus Cyclodium. Amer. Fern J. 76: 56-98
- -----, s. Whitmore. 1991. Recognition of the tetraploid, Polypodium calirhiza (Polypodiaceae) in western North America. Madroño 38: 233-248
- -----. 1992: Pteridophyta of Peru. Part III. 16. Thelypteridaceae. Fieldiana, Bot., n.s. 29: 1-80
- -----, l.e. Bishop. 1992. Revision of the fern genus Enterosora (Grammitidaceae) in the New World. Syst. Bot. 17: 345-362
- -----, w.h. Wagner jr. 1993. Pteridophytes of North America. Pag. 247-266 in Flora of North America north of Mexico, Vol. 1, ed. Flora of North America Editorial Committee. Oxford University Press, Nueva York
- -----. 1993. Phytogeographic principles and their use in understanding fern relationships. J. Biogeogr. 20: 255-264
- -----, l.e. Bishop, r.j. Hickey, k.u. Kramer, d.b. Lellinger, j.t. Mickel, r.c. Moran, b. Øllgaard. 1995. Flora of the Venezuelan Guayana, vol. 2, Pteridophytes, Spermatophytes: Acanthaceae--Araceae. ed. J. A. Steyermark, P. E. Berry, and B. K. Holst. Timber Press, Portland
- -----. 1995 [1996]. Non-molecular phylogenetic hypotheses for ferns. Amer. Fern J. 85: 104-122
- -----, k.m. Pryer, j.e. Skog. 1995 [1996]. Phylogenetic relationships of extant ferns based on evidence from morphology and rbcL sequences. Amer. Fern J. 85: 205-282
- -----, b. León, h. Tuomisto, h. van der Werff, r.c. Moran, m. Lehnert, m. Kessler. 2005. New records of Pteridophytes for the flora of Peru. SIDA 21(4): 2321 – 2342
- -----, k.m. Pryer, e. Schuettpelz, p. Korall, h. Schneider, p.g. Wolf. 2006. A classification for extant ferns. Taxon. 55 (3), 2006, blz. 705–731. A classification for extant ferns (pdf, 424 kB)

### Libros
- 1971. Systematics of the neotropical species of Thelypteris section Cyclosorus. 143 pp. ISBN 0520093968
- 1975. New species and new combinations of ferns from Chiapas, Mexico. 230 pp.
- 1980. Taxonomy of Thelypteris subgenus Steiropteris, including Glaphyropteris (Pteridophyta). Volumen 76 de University of California publications in botany. 38 pp. ISBN 0520096029
- john Mickel, alan reid Smith. 2004. The pteridophytes of Mexico. Volumen 88 de Memoirs of the New York Botanical Garden. 1.054 pp. ISBN 0893274585

- La abreviatura «A.R.Sm.» se emplea para indicar a Alan Reid Smith como autoridad en la descripción y clasificación científica de los vegetales.[1]